# Línguas fino-bálticas
Línguas fino-bálticas, também conhecidas por línguas fínicas, são um subgrupo das línguas fino-úgricas, e são faladas nas regiões próximas ao mar Báltico por cerca de sete milhões de pessoas.